# Oscar de melhor montagem
O Óscar de Melhor Montagem é um dos prêmios anuais da Academia de Artes e Ciências Cinematográficas (AMPAS). As nomeações para essa categoria estão fortemente correlacionadas com o Oscar de melhor filme. Por 33 anos consecutivos, de 1981 a 2013, todo vencedor de Melhor Filme também foi nomeado a Melhor Montagem e aproximadamente dois terços também venceram na categoria. Somente os editores principais, como listados nos créditos do filme são nomeados para o prêmio; outros editores adicionais não são elegíveis.

## História
O prêmio foi entregue a primeira vez em 1934. Desde então, quatro editores ganharam esse prêmio três vezes:
- Ralph Dawson por Sonho de uma Noite de Verão (1935), Adversidade (1936) e As Aventuras de Robin Hood (1938).
- Daniel Mandell por The Pride of the Yankees (1942), Os Melhores Anos de Nossas Vidas (1946) e The Apartment (1960).
- Michael Kahn por Raiders of the Lost Ark (1981), A Lista de Schindler (1993) e O Resgate do Soldado Ryan (1998).
- Thelma Schoonmaker por Raging Bull (1980), O Aviador (2004) e The Departed (2006).

Michael Kahn também é o editor com o maior número de indicações, oito no total. Gerry Hambling e Frederic Knudtson são os editores com maior número de indicações sem vitórias, tendo seis nomeações cada.
Somente três diretores ganharam esse prêmio, James Cameron, Alfonso Cuarón e Sean Baker pelos filmes Titanic (1997) e Gravidade (2013) e Anora (2024), respectivamente. Os diretores David Lean, Steve James, Joel e Ethan Coen (com o pseudônimo de "Roderick Jaynes"), Michel Hazanavicius e Jean-Marc Vallée (com o pseudônimo de "John Mac McMurphy") foram nomeados pela edição de seus próprios filmes, com Cameron, Cuarón e os irmãos Coen sendo nomeados duas vezes cada. O vencedor da categoria Walter Murch, conhecido pelo seu trabalho tanto em Montagem quanto em Mixagem de Som, é atualmente a única pessoa a ganhar um Oscar nas duas categorias. O feito aconteceu no mesmo ano, graças a seu duplo trabalho no filme O Paciente Inglês (1996).

## Vencedores e indicados
Observação
O ano indicado no artigo refere-se ao ano em que ocorreu a entrega do prêmio, na maioria das vezes relativo ao melhor filme produzido no ano anterior.

### Década de 1930
- 1935: Eskimo – Conrad A. Nervig
  - Cleopatra – Anne Bauchens
  - One Night of Love – Gene Milford

- 1936: A Midsummer Night's Dream – Ralph Dawson
  - David Copperfield – Robert J. Kern
  - The Informer – George Hively
  - Les Misérables – Barbara McLean
  - The Lives of a Bengal Lancer – Ellsworth Hoagland
  - Mutiny on the Bounty – Margaret Booth

- 1937: Anthony Adverse – Ralph Dawson
  - Come and Get It – Edward Curtiss
  - The Great Ziegfeld – William S. Gray
  - Lloyd's of London – Barbara McLean
  - A Tale of Two Cities – Conrad A. Nervig
  - Theodora Goes Wild – Otto Meyer

- 1938: Lost Horizon – Gene Havlick e Gene Milford
  - The Awful Truth – Al Clark
  - Captains Courageous – Elmo Vernon
  - The Good Earth – Basil Wrangell
  - One Hundred Men and a Girl – Bernard W. Burton

- 1939: The Adventures of Robin Hood – Ralph Dawson
  - Alexander's Ragtime Band – Barbara McLean
  - The Great Waltz – Tom Held
  - Test Pilot – Tom Held
  - You Can't Take It with You – Gene Havlick

### Década de 1940
- 1940: Gone with the Wind – Hal C. Kern e James E. Mewcom
  - Goodbye, Mr. Chips – Charles Frend
  - Mr. Smith Goes to Washington – Al Clark e Gene Havlick
  - The Rains Came – Barbara McLean
  - Stagecoach – Otho Lovering e Dorothy Spencer

- 1941: North West Mounted Police – Anne Bauchens
  - The Grapes of Wrath – Robert L. Simpson
  - The Letter – Warren Low
  - The Long Voyage Home – Sherman Todd
  - Rebecca – Hal C. Kern

- 1942: Sergeant York – William Holmes
  - Citizen Kane – Robert Wise
  - Dr. Jekyll and Mr. Hyde – Harold F. Kress
  - How Green Was My Valley – James B. Clark
  - The Little Foxes – Daniel Mandell

- 1943: The Pride of the Yankees – Daniel Mandell
  - Mrs. Miniver – Harold F. Kress
  - The Talk of the Town – Otto Meyer
  - This Above All – Walter A. Thompson
  - Yankee Doodle Dandy – George Amy

- 1944: Air Force – George Amy
  - Casablanca – Owen Marks
  - Five Graves to Cairo – Doane Harrison
  - For Whom the Bell Tolls – John Link e Sherman Todd
  - The Song of Bernadette – Barbara McLean

- 1945: Wilson – Barbara McLean
  - Going My Way – Leroy Stone
  - Janie – Owen Marks
  - None But the Lonely Heart – Roland Gross
  - Since You Went Away – Hal C. Kern e James E. Mewcom

- 1946: National Velvet – Robert J. Kern
  - The Bells of St. Mary's – Harry Marker
  - The Lost Weekend – Doane Harrison
  - Objective, Burma! – George Amy
  - A Song to Remember – Charles Nelson

- 1947: The Best Years of Our Lives – Daniel Mandell
  - It's a Wonderful Life – William Hornbeck
  - The Jolson Story – William Lyon
  - The Killers – Arthur Hilton
  - The Yearling – Harold F. Kress

- 1948: Body and Soul – Francis D. Lyon e Robert Parrish
  - The Bishop's Wife – Monica Collingwood
  - Gentleman's Agreement – Harmon Jones
  - Green Dolphin Street – George White
  - Odd Man Out – Fergus McDonell

- 1949: The Naked City – Paul Weatherwax
  - Joan of Arc – Frank Sullivan
  - Johnny Belinda – David Weisbart
  - Red River – Christian Nyby
  - The Red Shoes – Reginald Mills

### Década de 1950
- 1950: Champion – Harry W. Gerstad
  - All the King's Men – Al Clark e Robert Parrish
  - Battleground – John D. Dunning
  - Sands of Iwo Jima – Richard L. Van Enger
  - The Window – Frederic Knudtson

- 1951: King Solomon's Mines – Conrad A. Nervig e Ralph E. Winters
  - All About Eve – Barbara McLean
  - Annie Get Your Gun – James E. Newcom
  - Sunset Boulevard – Doane Harrison e Arthur P. Schmidt
  - The Third Man – Oswald Hafenrichter

- 1952: A Place in the Sun – William Hornbeck
  - An American in Paris – Adrienne Fazan
  - Decision Before Dawn – Dorothy Spencer
  - Quo Vadis – Ralph E. Winters
  - The Well – Chester Schaeffer

- 1953: High Noon – Harry W. Gerstad e Elmo Williams
  - Come Back, Little Sheba – Warren Low
  - Flat Top – William Austin
  - The Greatest Show on Earth – Anne Bauchens
  - Moulin Rouge – Ralph Kemplen

- 1954: From Here to Eternity – William Lyon
  - Crazylegs – Cotton Warburton
  - The Moon Is Blue – Otto Ludwig
  - Roman Holiday – Robert Swink
  - The War of the Worlds – Everett Douglas

- 1955: On the Waterfront – Gene Milford
  - The Caine Mutiny – William Lyon
  - The High and the Mighty – Ralph Dawson
  - Seven Brides for Seven Brothers – Ralph E. Winters
  - 20,000 Leagues Under the Sea – Elmo Williams

- 1956: Picnic – William Lyon e Charles Nelson
  - Blackboard Jungle – Ferris Webster
  - The Bridges at Toko-Ri – Alma Macrorie
  - Oklahoma! – George Boemler e Gene Ruggiero
  - The Rose Tattoo – Warren Low

- 1957: Around the World in 80 Days – Gene Ruggiero e Paul Weatherwax
  - The Brave One – Merrill G. White
  - Giant – Philip W. Anderson, Fred Bohanan e William Hornbeck
  - Somebody Up There Likes Me – Albert Akst
  - The Ten Commandments – Anne Bauchens

- 1958: The Bridge on the River Kwai – Peter Taylor
  - Gunfight at the O.K. Corral – Warren Low
  - Pal Joey – Viola Lawrence e Jerome Thoms
  - Sayonara – Philip W. Anderson e Arthur P. Schmidt
  - Witness for the Prosecution – Daniel Mandell

- 1959: Gigi – Adrienne Fazan
  - Auntie Mame – William Ziegler
  - Cowboy – Al Clark e William Lyon
  - The Defiant Ones – Frederic Knudtson
  - I Want to Live! – William Hornbeck

### Década de 1960
- 1960: Ben-Hur – John D. Dunning e Ralph E. Winters
  - Anatomy of a Murder – Louis R. Loeffler
  - North by Northwest – George Tomasini
  - The Nun's Story – Walter A. Thompson
  - On the Beach – Frederic Knudtson

- 1961: The Apartment – Daniel Mandell
  - The Alamo – Stuart Gilmore
  - Inherit the Wind – Frederic Knudtson
  - Pepe – Al Clark e Viola Lawrence
  - Spartacus – Robert Lawrence

- 1962: West Side Story – Thomas Stanford
  - Fanny – William H. Reynolds
  - The Guns of Navarone – Alan Osbiston
  - Judgment at Nuremberg – Frederic Knudtson
  - The Parent Trap – Philip W. Anderson

- 1963: Lawrence of Arabia – Anne V. Coates
  - The Longest Day – Samuel E. Beetley
  - The Manchurian Candidate – Ferris Webster
  - The Music Man – William Ziegler
  - Mutiny on the Bounty – John McSweeney, Jr.

- 1964: How the West Was Won – Harold F. Kress
  - The Cardinal – Louis R. Loeffler
  - Cleopatra – Dorothy Spencer
  - The Great Escape – Ferris Webster
  - It's a Mad, Mad, Mad, Mad World – Gene Fowler, Jr., Robert C. Jones e Frederic Knudtson (indicação póstuma)

- 1965: Mary Poppins – Cotton Warburton
  - Becket – Anne V. Coates
  - Father Goose – Ted J. Kent
  - Hush... Hush, Sweet Charlotte – Michael Luciano
  - My Fair Lady – William Ziegler

- 1966: The Sound of Music – William H. Reynolds
  - Cat Ballou – Charles Nelson
  - Doctor Zhivago – Norman Savage
  - The Flight of the Phoenix – Michael Luciano
  - The Great Race – Ralph E. Winters

- 1967: Grand Prix – Henry Berman, Stu Linder, Frank Santillo e Fredric Steinkamp
  - Fantastic Voyage – William B. Murphy
  - The Russians Are Coming, the Russians Are Coming – Hal Ashby e J. Terry Williams
  - The Sand Pebbles – William H. Reynolds
  - Who's Afraid of Virginia Woolf? – Sam O'Steen

- 1968: In the Heat of the Night – Hal Ashby
  - Beach Red – Frank P. Keller
  - The Dirty Dozen – Michael Luciano
  - Doctor Dolittle – Samuel E. Beetly e Marjorie Fowler
  - Guess Who's Coming to Dinner – Robert C. Jones

- 1969: Bullitt – Frank P. Keller
  - Funny Girl – William Sands, Robert Swink e Maury Winetrobe
  - The Odd Couple – Frank Bracht
  - Oliver! – Ralph Kemplen
  - Wild in the Streets – Fred Feitshans e Eve Newman

### Década de 1970
- 1970: Z – Françoise Bonnot
  - Hello, Dolly! – William H. Reynolds
  - Midnight Cowboy – Hugh A. Robertson
  - The Secret of Santa Vittoria – Earle Herdan e William A. Lyon
  - They Shoot Horses, Don't They? – Fredric Steinkamp

- 1971: Patton – Hugh S. Flower
  - Airport – Stuart Gilmore
  - MASH – Danford B. Greene
  - Tora! Tora! Tora! – Inoue Chikaya, Pembroke J. Herring e James E. Newcom
  - Woodstock – Thelma Schoonmaker

- 1972: The French Connection – Gerald B. Greenberg
  - The Andromeda Strain – Stuart Gilmore (indicação póstuma) e John W. Holmes
  - A Clockwork Orange – Bill Butler
  - Kotch – Ralph E. Winters
  - Summer of '42 – Folmar Blangsted

- 1973: Cabaret – David Bretherton
  - Deliverance – Tom Priestly
  - The Godfather – William H. Reynolds e Peter Zinner
  - The Hot Rock – Fred W. Berger e Frank P. Keller
  - The Poseidon Adventure – Harold F. Kress

- 1974: The Sting – William H. Reynolds
  - American Graffiti – Verna Fields e Marcia Lucas
  - The Day of the Jackal – Ralph Kemplen
  - The Exorcist – Norman Gay, Jordan Leondopoulos, Evan Lottman e Bud Smith
  - Jonathan Livingston Seagull – James Galloway e Frank P. Keller

- 1975: The Towering Inferno – Carl Kress e Harold F. Kress
  - Blazing Saddles – Danford Greene e John C. Howard
  - Chinatown – Sam O'Steen
  - Earthquake – Dorothy Spencer
  - The Longest Yard – Michael Luciano

- 1976: Jaws – Verna Fields
  - Dog Day Afternoon – Dede Allen
  - The Man Who Would Be King – Russell Lloyd
  - One Flew Over the Cuckoo's Nest – Richard Chew, Sheldon Kahn e Lynzee Klingman
  - Three Days of the Condor – Don Guidice e Fredric Steinkamp

- 1977: Rocky – Richard Halsey e Scott Conrad
  - All the President's Men – Robert L. Rolfe
  - Bound for Glory – Pembroke J. Herring e Robert C. Jones
  - Network – Alan Heim
  - Two-Minute Warning – Walter Hannemann e Eve Newman

- 1978: Star Wars – Richard Chew, Paul Hirsh e Marcia Lucas
  - Close Encounters of the Third Kind – Michael Kahn
  - Julia – Marcel Durham e Walter Murch
  - Smokey and the Bandit – Walter Hannemann e Angelo Ross
  - The Turning Point – William H. Reynolds

- 1979: The Deer Hunter – Peter Zinner
  - The Boys from Brazil – Robert E. Swink
  - Coming Home – Don Zimmerman
  - Midnight Express – Gerry Hambling
  - Superman – Stuart Baird

### Década de 1980
- 1980: All That Jazz – Alan Heim
  - Apocalypse Now – Gerald B. Greenberg, Lisa Fruchtman, Richard Marks e Walter Murch
  - The Black Stallion – Robert Dalva
  - Kramer vs. Kramer – Gerald B. Greenberg
  - The Rose – C. Timothy O'Meara e Robert L. Wolfe

- 1981: Raging Bull – Thelma Schoonmaker
  - Coal Miner's Daughter – Arthur Schnidt
  - The Competition – David Blewitt
  - The Elephant Man – Anne V. Coates
  - Fame – Gerry Hambling

- 1982: Raiders of the Lost Ark – Michael Kahn
  - Chariots of Fire – Terry Rawlings
  - The French Lieutenant's Woman – John Bloom
  - On Golden Pond – Robert L. Rolfe (indicação póstuma)
  - Reds – Dede Allen e Craig McKay

- 1983: Gandhi – John Bloom
  - Das Boot – Hannes Nikel
  - E.T. the Extra-Terrestrial – Carol Littleton
  - An Officer and a Gentleman – Peter Zinner
  - Tootsie – Fredric Steinkamp e William Steinkamp

- 1984: The Right Stuff – Glenn Farr, Lisa Fruchtman, Tom Rolf, Stephen A. Rotter e Douglas Stewart
  - Blue Thunder – Edward Abroms e Frank Morriss
  - Flashdance – Walt Mulconery e Bud Smith
  - Silkwood – Sam O'Steen
  - Terms of Endearment – Richard Marks

- 1985: The Killing Fields – Jim Clark
  - Amadeus – Michael Chandler e Nena Danevic
  - The Cotton Club – Robert O. Lovett e Barry Malkin
  - A Passage to India – David Lean
  - Romancing the Stone – Donn Cambern e Frank Morriss

- 1986: Witness – Thom Noble
  - A Chorus Line – John Bloom
  - Out of Africa – Pembroke Herring, Sheldon Kahn, Fredric Steinkamp e William Steinkamp
  - Prizzi's Honor – Kaja Fehr e Rudi Fehr
  - Runaway Train – Henry Richardson

- 1987: Platoon – Claire Simpson
  - Aliens – Ray Lovejoy
  - Hannah and Her Sisters – Susan E. Morse
  - The Mission – Jim Clark
  - Top Gun – Chris Lebenzon e Billy Weber

- 1988: The Last Emperor – Gabriella Cristiani
  - Broadcast News – Richard Marks
  - Empire of the Sun – Michael Kahn
  - Fatal Attraction – Peter E. Berger e Michael Kahn
  - RoboCop – Frank J. Urioste

- 1989: Who Framed Roger Rabbit – Arthur Schmidt
  - Die Hard – John F. Link e Frank J. Urioste
  - Gorillas in the Mist: The Story of Dian Fossey – Stuart Baird
  - Mississippi Burning – Gerry Hambling
  - Rain Man – Stu Linder

### Década de 1990
- 1990: Born on the Fourth of July – David Brenner e Joe Hutshing
  - Driving Miss Daisy – Mark Warner
  - The Fabulous Baker Boys – William Steinkamp
  - Glory – Steven Rosenblum
  - L'Ours – Noëlle Boisson

- 1991: Dances with Wolves – Neil Travis
  - Ghost – Walter Murch
  - The Godfather Part III – Lisa Fruchtman, Barry Malkin e Walter Murch
  - Goodfellas – Thelma Schoonmaker
  - The Hunt for Red October – Dennis Virkler e John Wright

- 1992: JFK – Joe Hutshing e Pietro Scalia
  - The Commitments – Gerry Hambling
  - The Silence of the Lambs – Craig McKay
  - Terminator 2: Judgment Day – Conrad Buff IV, Mark Goldblatt e Richard A. Harris
  - Thelma & Louise – Thom Noble

- 1993: Unforgiven – Joel Cox
  - Basic Instinct – Frank J. Urioste
  - The Crying Game – Kant Pan
  - A Few Good Men – Robert Leighton
  - The Player – Geraldine Peroni

- 1994: Schindler's List – Michael Kahn
  - The Fugitive – David Finfer, Dean Goodhill, Dov Hoenig, Richard Nord e Dennis Virkler
  - In the Line of Fire – Anne V. Coates
  - In the Name of the Father – Gerry Hambling
  - The Piano – Veronika Janet

- 1995: Forrest Gump – Arthur Schmidt
  - Hoop Dreams – William Haugse, Steve James e Fredeirck Marx
  - Pulp Fiction – Sally Menke
  - The Shawshank Redemption – Richard Francis-Bruce
  - Speed – John Wright

- 1996: Apollo 13 – Dan Hanley e Mike Hill
  - Babe – Marcus D'Arcy e Jay Friedkin
  - Braveheart – Steven Rosenblum
  - Crimson Tide – Chris Lebenzon
  - Se7en – Richard Francis-Bruce

- 1997: The English Patient – Walter Murch
  - Evita – Gerry Hambling
  - Fargo – Roderick Jaynes (pseudônimo dos Irmãos Coen)
  - Jerry Maguire – Joe Hutshing
  - Shine – Pip Karmel

- 1998: Titanic – Conrad Buff IV, James Cameron e Richard A. Harris
  - Air Force One – Richard Francis-Bruce
  - As Good as It Gets – Richard Marks
  - Good Will Hunting – Pietro Scalia
  - L.A. Confidential – Peter Honess

- 1999: Saving Private Ryan – Michael Kahn
  - Out of Sight – Anne V. Coates
  - Shakespeare in Love – David Gamble
  - The Thin Red Line – Leslie Jones, Saar Klein e Billy Weber
  - La Vita È Bella – Simona Paggi

### Década de 2000
- 2000: The Matrix – Zach Staenberg
  - American Beauty – Tariq Anwar
  - The Cider House Rules – Lisa Reno Churgin
  - The Insider – William Goldenberg, Paul Rubell e David Rosenbloom
  - The Sixth Sense – Andrew Mondshein

- 2001: Traffic – Stephen Mirrione
  - Almost Famous – Josh Hutshing e Saar Klein
  - Gladiator – Pietro Scalia
  - Wòhǔ Cánglóng – Tim Squyres
  - Wonder Boys – Dede Allen

- 2002: Black Hawk Down – Pietro Scalia
  - The Lord of the Rings: The Fellowship of the Ring – John Gilbert
  - A Beautiful Mind – Dan Hanley e Mike Hill
  - Memento – Dody Dorn
  - Moulin Rouge! – Jill Bilcock

- 2003: Chicago – Martin Walsh
  - Gangs of New York – Thelma Schoonmaker
  - The Hours – Peter Boyle
  - The Lord of the Rings: The Two Towers – Michael Horton
  - The Pianist – Hervé de Luze

- 2004: The Lord of the Rings: The Return of the King – Jamie Selkirk
  - Cidade de Deus – Daniel Rezende
  - Cold Mountain – Walter Murch
  - Master and Commander: The Far Side of the World – Lee Smith
  - Seabiscuit – William Goldenberg

- 2005: The Aviator – Thelma Schoonmaker
  - Collateral – Jim Miller e Paul Rubell
  - Finding Neverland – Matt Chesse
  - Million Dollar Baby – Joel Cox
  - Ray – Paul Hirsch

- 2006: Crash – Hughes Winborne
  - Cinderella Man – Dan Hanley e Mike Hill
  - The Constant Gardener – Claire Simpson
  - Munich – Michael Kahn
  - Walk the Line – Michael McCusker

- 2007: The Departed – Thelma Schoonmaker
  - Babel – Douglas Crise e Stephen Mirrione
  - Blood Diamond – Steven Rosenblum
  - Children of Men – Alfonso Cuarón e Alex Rodríguez
  - United 93 – Clare Douglas, Richard Pearson e Christopher Rouse

- 2008: The Bourne Ultimatum – Christopher Rouse
  - Le Scaphandre et le Papillon – Juliette Welfling
  - Into the Wild – Jay Cassidy
  - No Country for Old Men – Roderick Jaynes (pseudônimo dos Irmãos Coen)
  - There Will Be Blood – Dylan Tichenor

- 2009: Slumdog Millionaire – Chris Dickens
  - The Curious Case of Benjamin Button – Kirk Baxter e Angus Wall
  - The Dark Knight – Lee Smith
  - Frost/Nixon – Dan Hanley e Mike Hill
  - Milk – Elliot Graham

### Década de 2010
| Ano                                        | Filme                                            | Nomeados |
| ------------------------------------------ | ------------------------------------------------ | -------- |
| 2010                                       |                                                  |          |
| The Hurt Locker                            | Chris Innis e Bob Murawski                       |          |
| Avatar                                     | James Cameron, John Refoua e Stephen E. Rivkin   |          |
| Distrito 9                                 | Julian Clarke                                    |          |
| Inglourious Basterds                       | Sally Menke                                      |          |
| Precious                                   | Joe Klotz                                        |          |
| 2011                                       |                                                  |          |
| The Social Network                         | Kirk Baxter e Angus Wall                         |          |
| Black Swan                                 | Andrew Weisblum                                  |          |
| The Fighter                                | Pamela Martin                                    |          |
| The King's Speech                          | Tariq Anwar                                      |          |
| 127 Hours                                  | Jon Harris                                       |          |
| 2012                                       |                                                  |          |
| The Girl with the Dragon Tattoo            | Kirk Baxter e Angus Wall                         |          |
| The Artist                                 | Anne-Sophie Bion e Michel Hazanavicius           |          |
| The Descendants                            | Kevin Tent                                       |          |
| Hugo                                       | Thelma Schoonmaker                               |          |
| Moneyball                                  | Christopher Tellefsen                            |          |
| 2013                                       |                                                  |          |
| Argo                                       | William Goldenberg                               |          |
| Life of Pi                                 | Tim Squyres                                      |          |
| Lincoln                                    | Michael Kahn                                     |          |
| Silver Linings Playbook                    | Jay Cassidy e Crispin Struthers                  |          |
| Zero Dark Thirty                           | Dylan Tichenor e William Goldenberg              |          |
| 2014                                       |                                                  |          |
| Gravity                                    | Alfonso Cuarón e Mark Sanger                     |          |
| American Hustle                            | Jay Cassidy, Crispin Struthers e Alan Baumgarten |          |
| Captain Phillips                           | Christopher Rouse                                |          |
| Dallas Buyers Club                         | John Mac McMurphy e Martin Pensa                 |          |
| 12 Years a Slave                           | Joe Walker                                       |          |
| 2015                                       |                                                  |          |
| Whiplash                                   | Tom Cross                                        |          |
| American Sniper                            | Joel Cox e Gary D. Roach                         |          |
| Boyhood                                    | Sandra Adair                                     |          |
| The Grand Budapest Hotel                   | Barney Pilling                                   |          |
| The Imitation Game                         | William Goldenberg                               |          |
| 2016                                       |                                                  |          |
| Mad Max: Fury Road                         | Margaret Sixel                                   |          |
| The Big Short                              | Hank Corwin                                      |          |
| The Revenant                               | Stephen Mirrione                                 |          |
| Spotlight                                  | Tom McArdle                                      |          |
| Star Wars: Episode VII — The Force Awakens | Maryann Brandon e Mary Jo Markey                 |          |
| 2017                                       |                                                  |          |
| Hacksaw Ridge                              | John Gilbert                                     |          |
| Arrival                                    | Joe Walker                                       |          |
| Hell or High Water                         | Jake Roberts                                     |          |
| La La Land                                 | Tom Cross                                        |          |
| Moonlight                                  | Nat Sanders e Joi McMillon                       |          |
| 2018                                       |                                                  |          |
| Dunkirk                                    | Lee Smith                                        |          |
| Baby Driver                                | Paul Machliss e Jonathan Amos                    |          |
| I, Tonya                                   | Tatiana S. Riegel                                |          |
| The Shape of Water                         | Sidney Wolinsky                                  |          |
| Three Billboards Outside Ebbing, Missouri  | Jon Gregory                                      |          |
| 2019                                       |                                                  |          |
| Bohemian Rhapsody                          | John Ottman                                      |          |
| BlacKkKlansman                             | Barry Alexander Brown                            |          |
| The Favourite                              | Yorgos Mavropsaridis                             |          |
| Green Book                                 | Patrick J. Don Vito                              |          |
| Vice                                       | Hank Corwin                                      |          |

### Década de 2020
| Ano                               | Filme                              | Nomeados |
| --------------------------------- | ---------------------------------- | -------- |
| 2020                              |                                    |          |
| Ford v Ferrari                    | Michael McCusker e Andrew Buckland |          |
| Joker                             | Jeff Groth                         |          |
| Parasite                          | Yang Jim-mo                        |          |
| Jojo Rabbit                       | Tom Eagles                         |          |
| The Irishman                      | Thelma Schoonmaker                 |          |
| 2021                              |                                    |          |
| Sound of Metal                    | Mikkel E.G. Nielsen                |          |
| The Father                        | Yorgos Lamprinos                   |          |
| Nomadland                         | Chloé Zhao                         |          |
| Promising Young Woman             | Frédéric Thoraval                  |          |
| The Trial of Chicago 7            | Alan Baumgarten                    |          |
| 2022                              |                                    |          |
| Dune                              | Joe Walker                         |          |
| Don't Look Up                     | Hank Corwin                        |          |
| King Richard                      | Pamela Martin                      |          |
| The Power of the Dog              | Peter Sciberras                    |          |
| Tick, Tick... Boom!               | Andrew Weisblum e Myron Kerstein   |          |
| 2023                              |                                    |          |
| Everything Everywhere All at Once | Paul Rogers                        |          |
| The Banshees of Inisherin         | Mikkel E.G. Nielsen                |          |
| Elvis                             | Matt Villa e Jonathan Redmond      |          |
| Tár                               | Monika Willi                       |          |
| Top Gun: Maverick                 | Eddie Hamilton                     |          |
| 2024                              |                                    |          |
| Oppenheimer                       | Jennifer Lame                      |          |
| Anatomie d'une chute              | Laurent Sénéchal                   |          |
| Poor Things                       | Yorgos Mavropsaridis               |          |
| The Holdovers                     | Kevin Tent                         |          |
| Killers of the Flower Moon        | Thelma Schoonmaker                 |          |
| 2025                              |                                    |          |
| Anora                             | Sean Baker                         |          |
| Conclave                          | Nick Emerson                       |          |
| Emilia Pérez                      | Juliette Welfling                  |          |
| The Brutalist                     | David Jancso                       |          |
| Wicked                            | Myron Kerstein                     |          |